# Combat du 18 mars 1748
Guerre de l'oreille de Jenkins
Batailles
- Portobelo
- 8 avril 1740
- Fort Mose (en)
- Saint Augustine
- Expédition Anson
- Carthagène des Indes
- Santiago de Cuba (1re)
- Géorgie
- La Guaira (en)
- Puerto Cabello (en)
- Cape Sicié
- Panama
- Bloody Marsh
- Bahamas
- Glorioso
- 18 mars 1748
- Santiago de Cuba (2e) (en)
- La Havane

Le combat du 18 mars 1748 fut un combat naval qui prit place au cours de la guerre de l'oreille de Jenkins, entre la Grande-Bretagne et l'Espagne. Une flotte britannique de six vaisseaux de ligne captura un nombre élevé de navires marchands espagnols au cours d'un affrontement victorieux contre un convoi ennemi escorté par 9 navires de guerre.

## Sources et références
- Robert Beatson, Naval and military memoirs of great britain, from 1727 to 1783 volume 1, vol. 1, Hardpress Publishing, 2012 (ISBN 978-1-290-26177-7).